# (100371) 1995 UO52
(100371) 1995 UO52 es un asteroide perteneciente al cinturón de asteroides, descubierto el 22 de octubre de 1995 por el equipo del Spacewatch desde el Observatorio Nacional de Kitt Peak, Arizona, Estados Unidos.

## Designación y nombre
Designado provisionalmente como 1995 UO52.

## Características orbitales
1995 UO52 está situado a una distancia media del Sol de 2,370 ua, pudiendo alejarse hasta 2,751 ua y acercarse hasta 1,990 ua. Su excentricidad es 0,160 y la inclinación orbital 4,527 grados. Emplea 1333 días en completar una órbita alrededor del Sol.

## Características físicas
La magnitud absoluta de 1995 UO52 es 16,7.